# 咲山類
咲山 類（さきやま るい、1983年7月23日 - ）は、日本のミュージシャン、ボーカリスト、俳優であり、グループDIAMOND☆DOGSのメンバーである。
エンターテイメントユニット「DIAMOND☆DOGS」のボーカリストとして活動し、2011年5月11日に同ユニットでVictor Entertainmentよりメジャーデビューした。

## 経歴・人物
和歌山県出身。血液型はA型。身長176cm。国立音楽大学音楽学部声楽科卒業。
2007年8月よりDIAMOND☆DOGSに新規メンバーとして加入。
実家は梅農家。

## 出演作品

### ミュージカル
DIAMOND☆DOGSとしての出演は同グループの公演歴（2007年8月以降）参照のこと
- TANGO 2007（2009年）
- SWAN
- クリスタルセレナーデ
- TANGO 2008（2008年）
- ラスト・シーン
- Happy Valentine Show 2009（2009年）
- PURE GALAXY
- SAMBA NIGHT
- RK Talk & Live 2009（2009年）
- Sylphy
- マスカレード
- BLUE & RED
- 夜想曲(ノクターン)…『GOLD』
- CLASSICAL NEO FANTAZY SHOW『THE SHINSENGUMI』Sword Dance 〜剣、烈風の如く、真空に舞う〜 作演出：荻田浩一（2013年12月4日-10日、東京・銀河劇場/ 2013年12月20日-21日、大阪・サンケイブリーゼ）
- 「三ツ星キッチン Original J-Musical『LOVE』（2023年6月14日-6月18日、ザ・ポケット）[2]

### ストレートプレイ
- 「グッバイ・エイリアン」Monkey Works Vol.4 (作：木下半太、脚色・演出：笠原哲平、2020年7月8日 - 12日、草月ホール）[3]
- 劇団TEAM-ODAC 第41回『猫と犬と約束の燈～2023編～』(2023年4月12日 - 16日、こくみん共済coopホール／スペース・ゼロ）[4]
- 「CRAZY POWDER」(2023年12月2日 - 12月4日、池袋base theater)[5]
- 「熱海殺人事件〜モンテカルロイリュージョン〜」（2024年5月15日 - 19日、すみだパークシアター倉） - 速水健作 役[6]
- 「口笛」（2024年7月23日 - 28日、シアター・アルファ東京） - 岡安八郎 役[7]

### LIVE
- 『 Like Attracts Like 』- This is how we live -（2023年3月31日、COTTON CLUB）
- RUI SAKIYAMA Solo Project...1st 「The Music Stand」（2023年4月23日、Shibuya gee-ge）
- RUI SAKIYAMA Solo Project..Premium Birthday LIVE 「R-ism」(2023年7月23日、Shibuya gee-ge）
- VyaBase Live Vol.6 「仏風クレソンOmelet Again～男女4人(+1)夏物語～」(2023年8月22日、STAR PINES CAFE)[8]
- RUI SAKIYAMA Solo Project... The Music Stand  Vol.2　〜Christmas Night～ (2023年12月22日、GRAPES KITASANDO)
- RUI SAKIYAMA Solo Project...『The Music Stand Vol.3〜Sweet Valentine〜』(2024年2月19日、7thFLOOR)
- RUI SAKIYAMA Solo Project...『The Music Stand Vol.4〜White Valentine〜』(2024年3月19日、GRAPES KITASANDO)[9]

### イベント
- RUI SAKIYAMA 1st photo book『Lyrics』サイン会（2023年8月30日、GOTANDA G3）
- 『「MOMENT」発売記念CDお渡し会〜類からあなたへ愛を込めて〜』（2024年12月2日、原宿ストロボカフェ）